# Lei de Charles

Uma animação demonstrando a relação entre o volume e a temperatura à pressão constante.

A Lei de Charles é uma lei dos gases perfeitos. Esta lei diz respeito às transformações isobáricas, isto é, aquelas que se processam a pressão constante, cujo enunciado é o seguinte:

À pressão constante, o volume de uma determinada massa de gás é diretamente proporcional à sua temperatura absoluta.

essa relação de proporcionalidade pode ser descrita como:
{\displaystyle {\frac {V}{T}}={\mbox{constante}}}
Jacques Charles observou, em 1787, que todos os gases têm aproximadamente o mesmo coeficiente de dilatação volumétrica β ≈ 1/273 °C-1.
Isto, em 1802, foi verificado experimentalmente com maior precisão por Joseph Gay-Lussac. O valor atualmente aceito é:
{\displaystyle \beta \approx {\frac {1}{273{,}15}}\,^{\circ }\!{\text{C}}^{-1}}
Logo, sabendo da equação de dilatação volumétrica descrita por
{\displaystyle \Delta {V}=V-V_{0}={V_{0}}{\beta }\Delta {T}},
onde:
β é o coeficiente de dilatação volumétrica
V0 é o volume do gás correspondente a 0 °C
V é o volume do gás à temperatura ΔT na escala Celsius
T0 = 273,15 K
T = ΔT + 273,15 K, sempre à pressão constante P = 1 atm.
Assim, podemos manipular algebricamente a equação acima:
{\displaystyle {\frac {V-V_{0}}{V_{0}}}={\beta }\Delta {T}\to {\frac {V}{V_{0}}}-{1}={\beta }\Delta {T}}
Como  β ≈ 1/273 °C-1, podemos substituir na equação acima e continuar com a operação algébrica:
{\displaystyle {\frac {V}{V_{0}}}={\frac {1}{273{,}15}}\Delta {T}+{1}}
{\displaystyle {\frac {V}{V_{0}}}={\frac {\Delta {T+273{,}15}}{273{,}15}}}
Assim como definido anteriormente, T0 = 273,15 K e T = ΔT + 273,15 K e sendo ΔT a temperatura final do gás na escala Celsius:
{\displaystyle {\frac {V}{V_{0}}}={\frac {T}{T_{0}}}}
{\displaystyle {\frac {V}{T}}={\frac {V_{0}}{T_{0}}}={\mbox{constante}}_{1},\qquad {\mbox{se }}{P}={\mbox{constante}}_{2}}
Desta maneira, aumentando a temperatura de um gás a pressão constante, o seu volume aumenta, e diminuindo a temperatura, o volume também diminui. Teoricamente, ao cessar a agitação térmica das moléculas, a pressão é nula, e atinge-se o zero absoluto, ou seja, o volume tende a zero.
A representação gráfica da transformação isobárica, no gráfico do volume pela temperatura absoluta, é uma reta.

## História
Jacques Charles era um matemático, inventor e balonista francês. A sua experiência, que aconteceu no ano de 1787, consistiu no enchimento de 5 balões, todos com o mesmo volume e cada um com um gás diferente. Quando aumentou a temperatura dos balões até 80 °C (353 K), constatou que todos sofreram um aumento volumétrico em quantidades aproximadamente iguais, o que o induziu a pensar sobre a existência de uma relação proporcional entre o volume e a temperatura dos gases estudados.
Foi em 1802, no entanto, que o trabalho de Charles foi finalmente citado no artigo publicado por Joseph Louis Gay-Lussac, o qual se baseou nos resultados obtidos por Charles para concluir uma equação matemática às transformações isobáricas, a qual foi nomeada de "Lei de Charles" por Gay-Lussac em homenagem a Jacques Charles, e, também, para as transformações isocóricas, que recebeu o nome do físico Louis Joseph Gay-Lussac, chamada de "Lei de Gay-Lussac". Por causa disso, hoje existe uma confusão entre as Leis, tanto a de Charles, como a de Gay-Lussac, mas o mais aceito pela comunidade científica é tratar da Lei de Charles para transformações à pressão constante, e da Lei de Gay-Lussac para transformações à volume constante.
A relação entre volume e temperatura absoluta da Lei de Charles permitiu a personalidades como Gay-Lussac e, principalmente, William Thomson, conhecido também como Lord Kelvin, estabelecerem um valor mínimo absoluto de temperatura (0 K ou -273,15 °C), o que deu origem a uma nova escala de temperatura: a escala de temperatura absoluta ou escala Kelvin.